# Eroe del lavoro socialista
Eroe del lavoro socialista (in russo Герой Социалистического Труда?, Geroj Socialističeskogo Truda) è un'onorificenza dell'Unione Sovietica e degli altri paesi aderenti al patto di Varsavia ed era il massimo riconoscimento attribuito per meriti eccezionali in campo economico e culturale.

## Storia
Il titolo venne istituito il 27 dicembre 1938 con un decreto del Praesidium del Soviet Supremo dell'URSS e il suo primo assegnatario fu, il 20 dicembre 1939, Iosif Stalin. Una tra le persone più celebri insignite con questa medaglia fu il minatore Aleksej Stachanov.
Al 1º settembre 1971 il titolo di "Eroe del lavoro socialista" era stato conferito a 16.245 persone (tra le quali 4.497 donne); a 105 di queste persone (tra le quali 25 donne) il premio era stato conferito in due o più occasioni. Esso cessò di essere assegnato a partire dal 24 dicembre 1991; a quella data era stato assegnato a 20.812 persone.

## Caratteristiche
L'ordine conferiva alle persone premiate uno status identico a quello di Eroe dell'Unione Sovietica, il quale era però attribuito per ricompensare atti di eroismo e, contrariamente a quello di "Eroe del lavoro socialista", non poteva essere conferito a cittadini stranieri. L'ordine poteva venire assegnato a singoli cittadini oppure in forma collettiva. Solo il Presidium del Soviet Supremo dell'URSS aveva il potere di privare una persona del titolo.
Le persone insignite della decorazione ricevevano:
- la stella di Eroe del lavoro;
- l'ordine di Lenin;
- un diploma rilasciato dalla presidenza del Soviet Supremo.

Tra i privilegi che l'ordine garantiva ai suoi appartenenti erano inclusi una pensione alla quale avevano diritto i familiari superstiti in caso di morte della persona decorata, la massima priorità nell'assegnazione di abitazioni, una riduzione del 50% dell'affitto, riduzioni di imposta, biglietti di prima classe gratuiti, trasporto in autobus gratuito e benefici nel campo delle cure sanitarie e dell'intrattenimento.

## Distribuzione dei conferimenti dell'ordine per repubblica
La ripartizione dei conferimenti dell'onorificenza tra le diverse repubbliche che componevano l'URSS fu la seguente:
- RSSF Russa - 9.760 conferimenti
- RSS Ucraina - 3.651 conferimenti
- RSS Kazaka - 1.803 conferimenti
- RSS Georgiana - 1.301 conferimenti
- RSS Uzbeka - 922 conferimenti
- RSS Azera - 577 conferimenti
- RSS Bielorussa - 549 conferimenti
- RSS Tagika - 410 conferimenti
- RSS Turkmena - 323 conferimenti
- RSS Kirghiza - 275 conferimenti
- RSS Armena - 225 conferimenti
- RSS Moldava - 199 conferimenti
- RSS Lettone - 165 conferimenti
- RSS Lituana - 163 conferimenti
- RSS Estone - 137 conferimenti.

## La medaglia

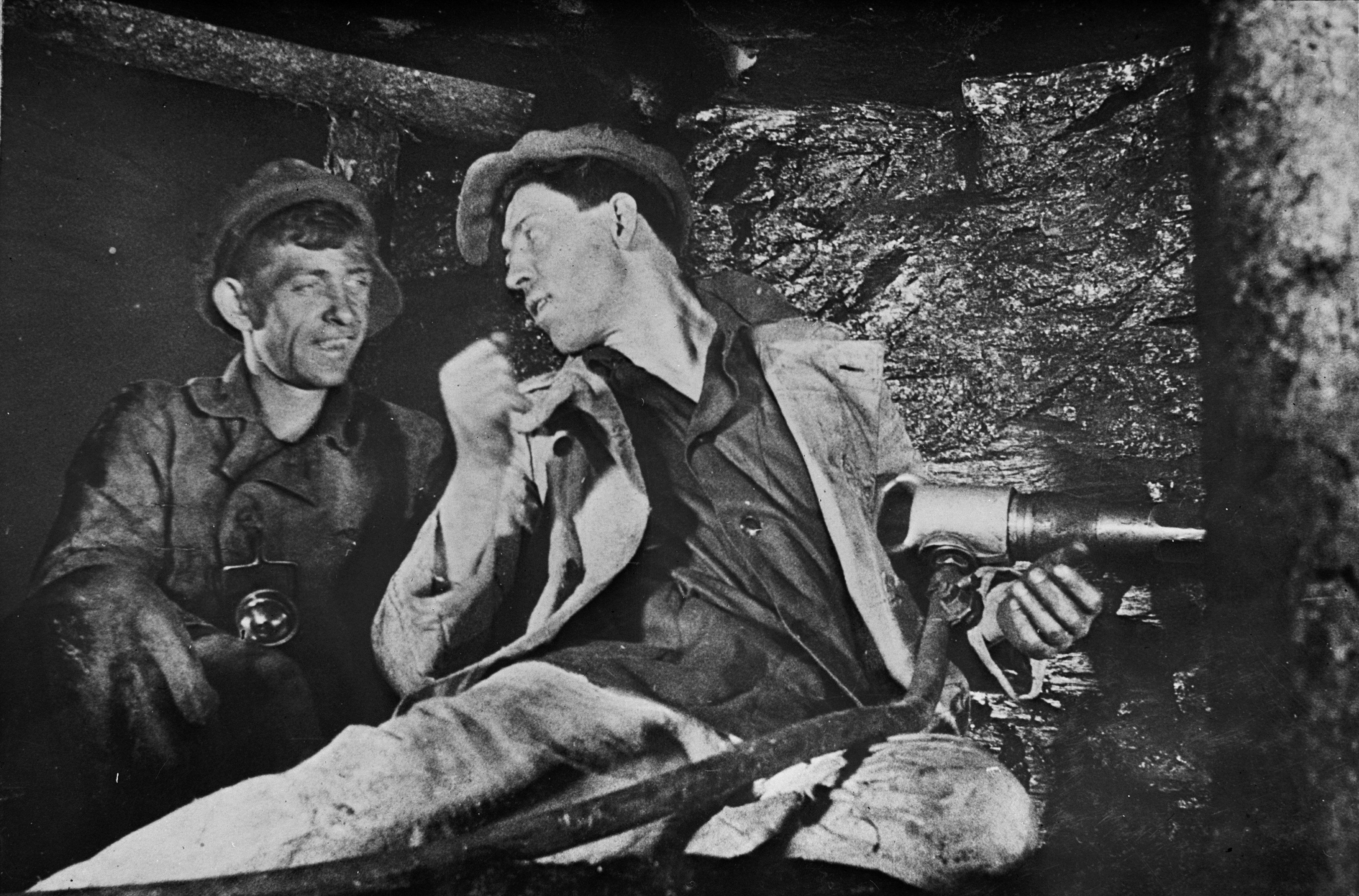
Il minatore Aleksej Stakhanov

La medaglia consiste in una stella a cinque punte in oro con al centro l'emblema della falce e martello. Il retro della stessa, che forma una superficie piana, reca incise le parole ГЕРОЙ СОЦИАЛИЧЕСКОГО ТРУДА (Eroe del lavoro socialista). La distanza tra il centro della stella e le punte dei suoi raggi è di 15 mm e il diametro del cerchio che la circoscrive e di 33,5 mm. Le dimensioni della falce e martello sono 14 x 13 mm, mentre il peso della stella è di 15,25 grammi.
La medaglia pende da una placca rettangolare di seta vermiglia di 15 mm di altezza per 19,5 di larghezza, retta superiormente e inferiormente da due supporti anch'essi d'oro.